# Nariman Point
Nariman Point es el distrito financiero de Bombay, y el más importante de la India. Se nombró en honor a Khursheed Framji Nariman, un visionario Parsi. La zona se sitúa en tierras ganadas al mar. En 1995 tenía el espacio de oficinas con el alquiler más caro del mundo, $1880/m². Nariman Point estableció un nuevo récord cuando se vendió un piso por $8,62 millones (USD) el 26 de noviembre de 2007 , a unos increíbles $26780 (₹1 053 200) por metro cuadrado. Según el informe de Cushman & Wakefield "Office Space Across the World 2012", Nariman Point es el 15º distrito financiero más caro del mundo. Se sitúa en el sur de Marine Drive. Contiene las sedes de algunas de las empresas más importantes de India.

## Historia
Antes de 1940, la zona era parte del Mar de Arabia. Un líder popular del Congreso, Khurshed Nariman (llamado afectuosamente Veer Nariman), miembro de la Brihanmumbai Municipal Corporation, propuso ganar estas tierras al mar, cerca de Churchgate. Para lograr esta tarea, se arrojaron aquí escombros de varias partes de la ciudad y se rellenó la costa superficial. Se usó hormigón armado, del cual el acero se obtuvo del mercado negro a un precio mayor debido a la Segunda Guerra Mundial.El coste total se estimó en ₹3 lakhs o ₹300,000 (en la actualidad ₹10 crores o ₹100 000 000) En la década de 1970 se ganaron más tierras al mar. El boom de construcción de aquella década hizo que surgieran muchos rascacielos en la zona.

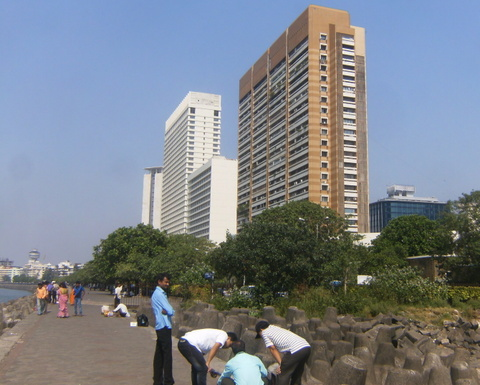
Nariman Point (2012)

## Empresas

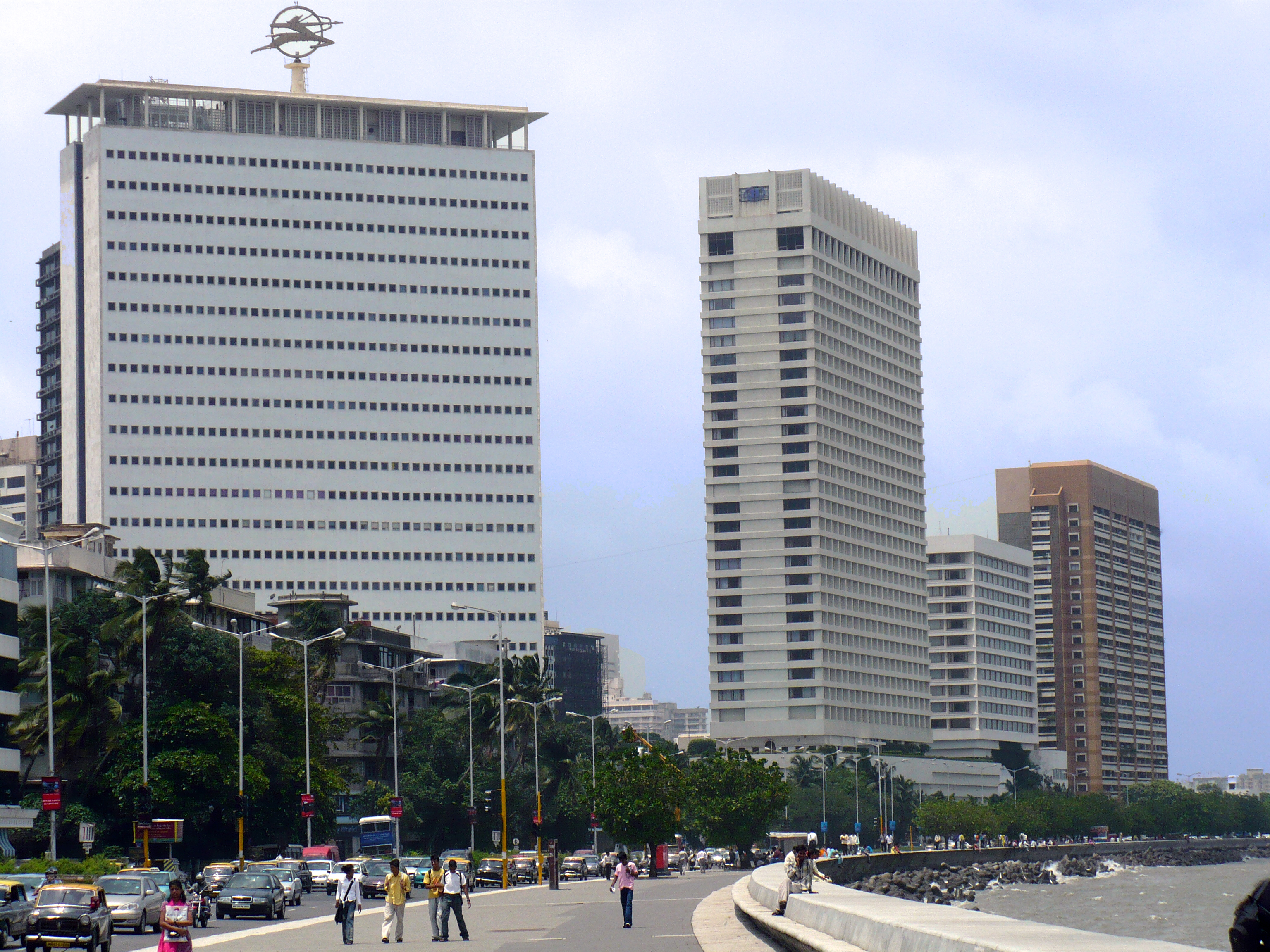
Nariman Point

- Oficina en India de http://www.RealEstateDealStreet.com
- Sede del Central Bank of India
- The Royal Bank of Scotland - Global Banking & Markets[4]

- Accenture Management Consulting
- AZB & Partners en Express Towers
- Kochhar & Co.[5]
- The Parthenon Group
- Tata Asset Management Ltd
- McKinsey & Company
- Boston Consulting Group
- R K Global
- Bain Capital
- Monitor Group
- Motilal Oswal Securities Ltd
- State Bank of India
- Kotak Mahindra Bank
- JPMorgan
- Howrah Mills Co Ltd
- HR Group
- Kotak Securities
- Edelweiss Capital
- Bakhtawar Tower
- Gulf Airlines
- Navy House
- HSBC
- Croma Zip
- IITC
- Life Insurance Corporation
- INOX Leisure Ltd.
- Zen Securities Ltd.

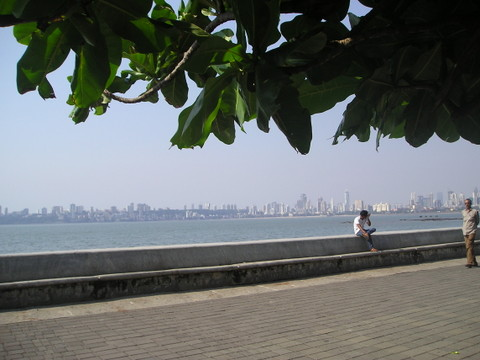
Junto al mar en Nariman Point (2012)

- Export Credit GuaranteeCorporation of India Ltd. en Express Towers
- Express Towers, sede del the periódico Indian Express
- El Air India Building contiene la sede de Air India y National Aviation Company of India ltd.[6]
- Maker Chambers
- Trident, Nariman Point & The Oberoi Mumbai
- Reserve Bank of India
- Consulado del Reino Unido y Biblioteca Británica
- Sede del Bank of India
- Consulado de Francia y Misión Comercial
- Centro Nacional de las Artes Escénicas (NCPA)
- SKP Group
- Mittal Towers
- Vidhyan Sabha
- Consulados de Omán y Catar
- Birla Bhavan
- Bajaj Bhawan
- simplex Group of Companies
- DSP Merrill Lynch
- Bank of America
- IndiaBulls
- Shah Investors home limited
- Spencer Stuart
- Reliance Capital Asset Management(Reliance Mutual fund)
- SMC -SAM GLOBAL
- Tata Consultancy Services Ltd.
- Union Bank of India
- State Bank of Mauritius (segundo mayor banco de Mauricio con tres sucursales en India)
- Legasis Partners
- Legasis Services Private Limited

## La Manhattan de Bombay

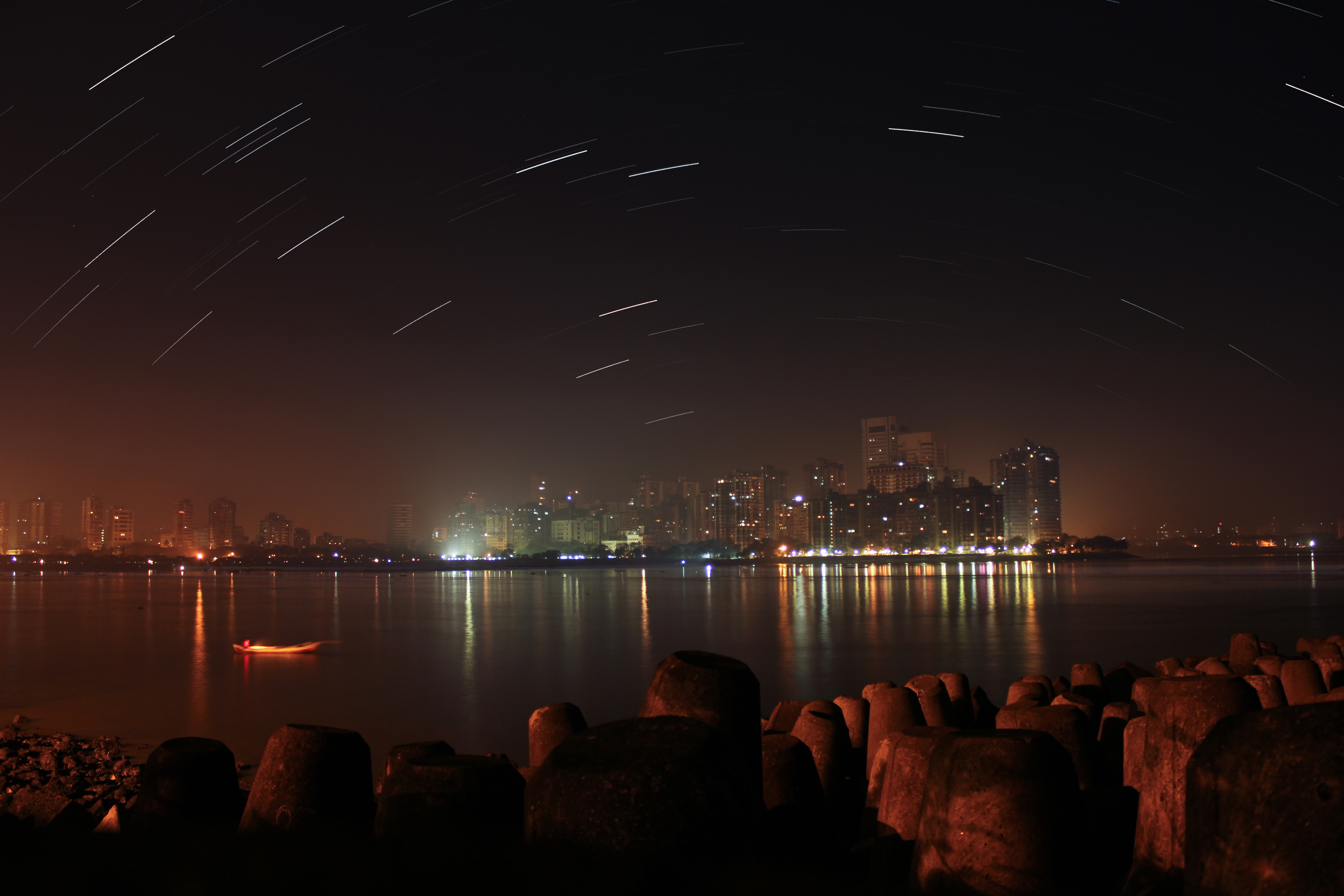
Cuffe Parade y Backbay Reclamation vistos desde Nariman Point

Es considerada ampliamente como la 'Manhattan' de Bombay y tiene un skyline spectacular y apartamentos caros. También es el principal distrito financiero de la ciudad y contiene oficinas de la mayoría de empresas financieras, tanto de India como del resto del mundo. También contiene el Vidhan Bhavan, sede política del estado de Maharashtra.